# Le Chefresne
Le Chefresne is een plaats en voormalige gemeente in het Franse departement Manche in de regio Normandië en telt 303 inwoners (2017). De plaats maakt deel uit van het arrondissement Saint-Lô.

## Geschiedenis
Le Chefresne maakte deel uit van het kanton Percy tot dit op 22 maart 2015 werd opgeheven en de gemeenten werden opgenomen in het kanton Villedieu-les-Poêles. Op 1 januari 2016 fuseerde de gemeente met Percy tot de commune nouvelle Percy-en-Normandie.

## Geografie
De oppervlakte van Le Chefresne bedraagt 11,5 km², de bevolkingsdichtheid is 24,3 inwoners per km².
De onderstaande kaart toont de ligging van Le Chefresne met de belangrijkste infrastructuur en aangrenzende gemeenten.

## Demografie
Onderstaande figuur toont het verloop van het inwonertal (bron: INSEE-tellingen).